# August Fischer (Orientalist)
August Fischer (* 14. Februar 1865 in Halle (Saale); † 14. Februar 1949 in Leipzig) war ein deutscher Orientalist.
August Fischer studierte in Halle, Berlin und Marburg orientalische Philologie, Philosophie und Geschichte und promovierte im Jahre 1889 an der Universität Halle. Bereits ein Jahr später habilitierte er sich. Von 1900 bis 1930 war er Lehrstuhlinhaber für orientalische Philologie an der Universität Leipzig. Seine arabische Chrestomathie ist bis heute in Gebrauch.
1900 wurde er ordentliches Mitglied der Sächsischen Akademie der Wissenschaften, 1943 korrespondierendes Mitglied der Preußischen Akademie der Wissenschaften.

## Schriften
- Biographien von Gewährsmännern des Ibn Ishâq. Leiden, 1890 (Digitalisat).
- Rudolf Ernst Brünnow: Arabische Chrestomathie aus Prosaschriftstellern. 2. Auflag völlig neu bearb. u. hrsg. von August Fischer. Reuther & Reichard, Berlin 1913. (1. Auflage unter dem Titel Chrestomathie aus arabischen Prosaschriftstellern im Anschluss an Socin's Arabische Grammatik. Reuther & Reichard, Berlin 1895.)
- August Fischer: Was lehrt dich zu wissen, was der Abgrund ist? Beiträge zu Qur'ân und Orientalistik (1890–1940). Herausgegeben von Michael Fisch. Weidler, Berlin 2020 (Beiträge zur transkulturellen Wissenschaft. Band 11.) ISBN 978-3-89693-748-3